# Catapsephis
Catapsephis is een geslacht van vlinders van de familie grasmotten (Crambidae), uit de onderfamilie Musotiminae.

## Soorten
- C. apicipuncta Hampson, 1899
- C. flavizonalis Hampson, 1917
- C. leucomelaena Hampson, 1917
- C. melanostigma Hampson, 1912
- C. subterminalis Hampson, 1917